# 瓦吉爾

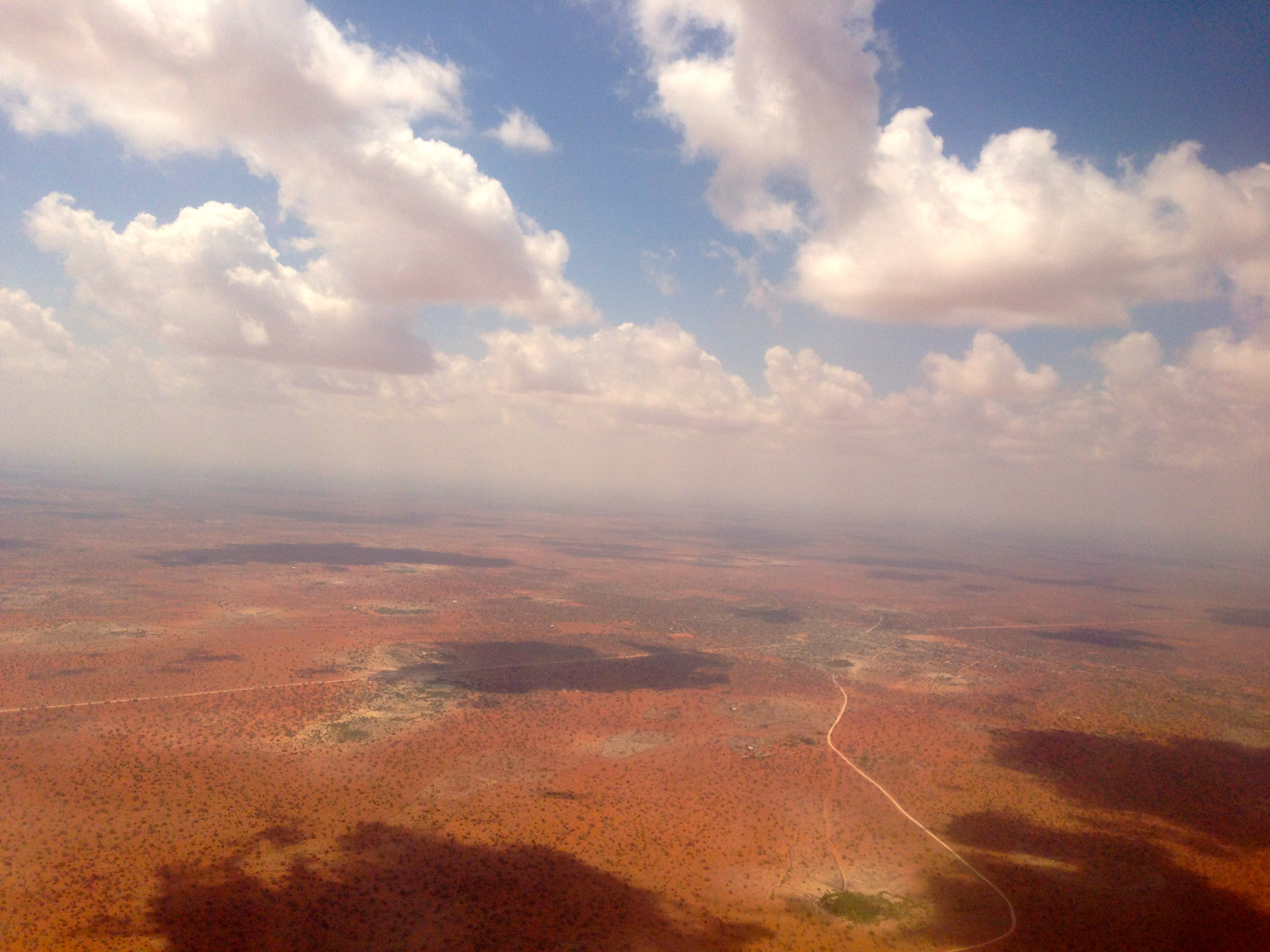
瓦吉爾

瓦吉爾是東非國家肯雅的城鎮，由東北省負責管轄，海拔高度250米，每年平均降雨量244毫米，居民大多信奉伊斯蘭教，鎮上有機場設施，2010年人口估計約41,430。

## 外部連結
- Location of Wajir At Google Maps

1°45′N 40°3′E / 1.750°N 40.050°E